# Piana (motorfiets)
Piana is een historisch Italiaans merk van motorfietsen.
De bedrijfsnaam was Fratelli Piana, later S.A. Motopiana, Firenze.
Dit was een door Gualtiero Piana opgericht merk dat vanaf 1923 147 cc Villiers-blokken in eigen frames bouwde. In 1926 reorganiseerde hij het bedrijf en veranderde de naam in Motopiana. Toen kwam er een fiets met een 250cc-hulpmotor van Villiers. In 1927 verscheen er een model met een 250cc-eencilinder zijklepmotor en daarna werden er ook 246 cc Villiers-tweetakten en 346- en 496 cc JAP-viertakten ingebouwd. De productie eindigde in 1931.